# Phoebolampta excellens
Phoebolampta excellens är en insektsart som först beskrevs av Walker, F. 1869.  Phoebolampta excellens ingår i släktet Phoebolampta och familjen vårtbitare. Inga underarter finns listade i Catalogue of Life.